# Darnell Hall
Darnell Hall (Detroit, Estados Unidos, 26 de septiembre de 1971) es un atleta estadounidense retirado especializado en la prueba de 400 m, en la que consiguió ser campeón mundial en pista cubierta en 1995.

## Carrera deportiva
En el Campeonato Mundial de Atletismo en Pista Cubierta de 1995 ganó la medalla de oro en los 400 metros, llegando a meta en un tiempo de 46.17 segundos, por delante del nigeriano Sunday Bada y el ruso Mikhail Vdovin (bronce con 46.55 segundos).